# Jackie Lane
Jackie Lane, także Jackie Lenya (ur. 10 lipca 1947 w Manchesterze, zm. 23 czerwca 2021) – brytyjska aktorka, występowała w roli Dodo Chaplet w serialu Doktor Who.

## Życiorys
W 1966 dostała rolę nowej towarzyszki Doktora, Dodo Chaplet w brytyjskim serialu science-fiction pt. Doktor Who. Rolę tę grała kilka miesięcy, występując łącznie w 19 odcinkach, składających się na 6 historii.
W 2013 roku podczas obchodów 50-lecia serialu przedstawiono dramat dokumentalny pt.: An Adventure in Space and Time, gdzie aktorzy z klasycznej wersji Doktora Who byli postaciami. Postać Jackie Lane zagrała Sophie Holt.

## Filmografia
| Rok        | Nazwa serialu     | Rola             | Uwagi                                                            |
| ---------- | ----------------- | ---------------- | ---------------------------------------------------------------- |
| 1962       | Compact           | Rosemary Gray    | serial telewizyjny jako Jackie Lenya                             |
| 1964       | Coronation Street | Cheryl           | serial telewizyjny 1 odcinek jako Jackie Lenya                   |
| 1964       | The Protectors    | urzędnik bankowy | serial telewizyjny odc. "The Deadly Chameleon" jako Jackie Lenya |
| 1964; 1965 | The Villains      | Anne / Rita      | serial telewizyjny 2 odcinki jako Jackie Lenya                   |
| 1966       | Doktor Who        | Dodo Chaplet     | serial telewizyjny 19 odcinków (5 historii)                      |